# Bermuda i olympiska sommarspelen 1996
Bermuda deltog i de olympiska sommarspelen 1996 med en trupp bestående av nio deltagare, men ingen av landets deltagare erövrade någon medalj.

## Cykling
- Elliot Hubbard

## Friidrott
- DeVon Bean
- Troy Douglas
- Brian Wellman

## Ridsport
Individuell dressyr
- Suzanne Dunkley

## Segling
- Peter Bromby
- Paula Lewin
- Malcolm Smith
- Lee White